# Paolo Bianchini
Paolo Bianchini (Roma, 20 settembre 1933) è un regista e sceneggiatore italiano.

## Biografia
Paolo Bianchini ha iniziato la sua attività nel cinema come aiuto regista in circa sessanta film con molti tra i più importanti registi italiani: Luigi Zampa, Mario Monicelli, Luigi Comencini, Vittorio De Sica, Edoardo De Filippo, Giuseppe Patroni Griffi, Mauro Bolognini, Sergio Leone e molti altri.
Nello stesso periodo è stato anche autore di sceneggiature, alcune di grande successo, come 7 uomini d'oro e Ad ogni costo, proseguendo la sua attività come regista nel genere del cinema commerciale, realizzando una decina di film, alcuni dei quali, come Hypnos - Follia di massacro, Devilman Story, sono diventati film di culto in Europa e negli Stati Uniti, e sono stati citati da Tarantino e Cronenberg.
Successivamente passa alla pubblicità, occupandosi di regia e di creatività sia in Italia che all'estero, lavorando per grandi agenzie internazionali e dirigendo in Italia e all'estero circa duemila spot pubblicitari.
Nel 1997 lascia la pubblicità e torna al cinema, realizzando il film La grande quercia, del quale è autore anche della sceneggiatura.
Il film ha avuto successo e riconoscimenti in numerosi festival internazionali, tra i quali: Premio della critica alla protagonista femminile al Festival di Berlino, Globo d'oro della stampa estera, Grand Prix al Festival di Napa Valley in California, Chicago film Festival. Premio Speciale dell'Unicef, Festival Internazionale del Cinema per i Giovani di Laon in Francia, dove riceve tre premi sui quattro in palio.
Dal 2002 è Ambasciatore dell'Unicef per il suo impegno nelle problematiche dell'infanzia, trattate in molte delle sue opere.
Nel 2002 realizza per la RAI, in qualità di regista e sceneggiatore, il film per la televisione L'uomo del vento che viene patrocinato dall'UNICEF, nel 2003 la fiction in due puntate Vite a perdere selezionato al Prix Italia, nel 2004 Posso chiamarti amore?. Nel 2005 dirige per RAI 1 il film per la televisione Il bambino sull'acqua. Nel 2007 ha diretto Codice Aurora, un film in due puntate.
Con Paola Rota ha fondato Alveare Cinema, una società di produzione cinematografica che produce il film Il giorno, la notte. Poi l'alba diretto dallo stesso Bianchini e patrocinato dall'Unicef.
Ha diretto la miniserie Mal'aria liberamente tratta dall'omonimo romanzo di Eraldo Baldini e prodotta da Feelmax con Rai Fiction, andata in onda su Rai Uno nel mese di aprile 2009. Con L’Alveare nel 2011 gira il film ‘Il sole dentro’ di cui è anche sceneggiatore e produttore. Nel 2014 coproduce con Rai Fiction la serie web ‘Il bar del Cassarà’ e nel 2015 sempre con Rai Fiction produce ‘Angelo’ di cui è anche cosceneggiatore.
Nel 2019 è il responsabile scientifico del progetto “Sa.rà. Un film” vincitore del piano nazionale Cinema per la scuola promosso da MIUR e MIBACT grazie al quale è stato realizzato il lungometraggio “Frammenti”.
Fin da giovane, ma in particolare negli ultimi quindici anni, si occupa anche di docenza e formazione e ha fatto del rapporto e dello scambio con i giovani e gli studenti uno degli elementi fondamentali della sua preparazione artistica ed umana.
È presidente e fondatore dell'Associazione Alveare per il Sociale onlus, promotrice dell'iniziativa "S.o.s. Scuola - Scambiamoci orizzonti per sognare" 

## Filmografia parziale

### Regista
- Sette contro la morte (1964) co-regista con Edgar G. Ulmer
- Il gioco delle spie (1966)
- Devilman Story (1967), come Paul Maxwell
- Hypnos - Follia di massacro (1967), come Paul Maxwell
- Dio li crea... Io li ammazzo! (1968)
- Lo voglio morto (1968)
- L'invincibile Superman (1968), come Paul Maxwell
- Quel caldo maledetto giorno di fuoco (1968), come Miles Deem
- Ehi amigo... sei morto! (1970), come Paul Maxwell
- Decameron nº 4 - Le belle novelle del Boccaccio (1972), come Paul Maxwell
- Società a responsabilità molto limitata (1973)
- Ti darò un posto all'inferno (1974)
- SuperAndy - Il fratello brutto di Superman (1979)
- L'addio a Enrico Berlinguer – documentario collettivo (1984)
- La grande quercia (1997)
- L'uomo del vento – film TV (2001)
- Vite a perdere – film TV (2003)
- Posso chiamarti amore? – film TV (2004)
- Il bambino sull'acqua – film TV (2005)
- Il giorno, la notte. Poi l'alba – film TV (2007)
- Codice Aurora – film TV (2008)
- Mal'aria – film TV (2009)
- Il sole dentro (2012)

### Sceneggiatore
- Ladro lui, ladra lei, regia di Luigi Zampa (1958) Sceneggiatore
- Ad ogni costo, regia di Giuliano Montaldo (1967) Soggetto
- A muso duro - Campioni di vita, regia di Marco Pontecorvo – film TV (2022)